# Autoplusia galapagensis
Autoplusia galapagensis är en fjärilsart som beskrevs av William Schaus 1923. Autoplusia galapagensis ingår i släktet Autoplusia och familjen nattflyn. Inga underarter finns listade i Catalogue of Life.